# Бург-Штаргард
Бург-Штаргард (нем. Burg Stargard) — город в Германии, в земле Мекленбург-Передняя Померания.
Входит в состав района Мекленбургское Поозёрье. Подчиняется управлению Штаргардер Ланд. Население составляет 5002 человека (на 31 декабря 2010 года). Занимает площадь 41,10 км². Официальный код — 13 0 55 009.

## История
Впервые упоминается в 1170 году под названием Старгарт, что на полабском языке означало «Старый город».
С 1929 года название изменено на Бург-Штаргард, для различения его с другими одноимёнными городами.
В настоящее время Штаргардский замок является самым северным среди замков Германии и самым древним из замков Мекленбурга-Передней Померании.

## Знаменитые земляки
- Гофман, Карл Фридрих (1796—1842) — немецкий географ и педагог.
- Карл Рюмкер (1788—1862) — немецкий и английский астроном